# Jean Tirole
Jean Marcel Tirole, född 9 augusti 1953 i Troyes, är en fransk nationalekonom. Tirole tilldelades 2014 Sveriges Riksbanks pris i ekonomisk vetenskap till Alfred Nobels minne "för hans analys av marknadsmakt och reglering".
Tirole genomgick ingenjörsutbildning vid École Polytechnique, med examen 1976, och vid École nationale des ponts et chaussées (ENPC) med examen 1978, samt tog en licentiatexamen (Doctorat de 3ème cycle) i beslutsmatematik vid Université Paris-Dauphine 1978. Han tog därefter en doktorsexamen (Ph.D.) Massachusetts Institute of Technology (MIT) 1981. Han var forskare vid ENPD 1981–1984 och vid MIT 1984–1991. Han är verksam som föreståndare för Institut d'économie industrielle (IDEI) i Toulouse. Han är chef för Toulouse School of Economics.
Han forskar inom flera områden av nationalekonomin, bland annat industriell organisation, spelteori, finansiell ekonomi och beteendeekonomi.

## Utmärkelser
- Fellow of the Econometric Society,  1986[15]
- Guggenheimstipendiet,  1988[16]
- Yrjö Jahnsson-priset,  1993
- John von Neumann-priset,  1998
- CNRS silvermedalj,  2002[17][12]
- Zerilli-Marimò-priset,  2004
- Clarivate Citation Laureates,  2007[18]
- CNRS guldmedalj,  2007[19][11]
- BBVA Foundation Frontiers of Knowledge Award,  2008
- Prix Claude-Lévi-Strauss,  2010
- Officer av Nationalförtjänstorden,  14 maj 2010[20]
- Hedersdoktor vid Tor Vergata-universitetet,  2012
- Erwin Plein Nemmers Prize in Economics,  2014
- Sveriges riksbanks pris i ekonomisk vetenskap till Alfred Nobels minne,  2014[21]
- Officer av Hederslegionen,  2015[22]
- Hedersdoktor vid Université de Montréal
- Hedersdoktor vid Université libre de Bruxelles
- Fellow of the American Academy of Arts and Sciences
- Medlem av Royal Society of Edinburgh
- Hedersdoktor vid Université de Lausanne

[Redigera Wikidata]